# Prothesis

Usytuowanie Prothesis

Prothesis (gr. πρόθεσις od πρό „przed, zamiast” i θεσις „położenie, postawienie, twierdzenie”) – we wczesnochrześcijańskich kościołach jednonawowych wnęka po północnej stronie ołtarza, w budowlach trójnawowych apsyda zamykająca nawę boczną. Prothesis przeznaczone było na przechowywanie darów składanych na rzecz parafii.